# Ferwerderadiel
Ferwerderadiel (Ferwerderadeel en neerlandès) és un municipi de la província de Frísia, al nord dels Països Baixos. L'1 de gener de 2009 tenia 8.863 habitants repartits per una superfície de 133,18 km² (dels quals 35,65 km² corresponen a aigua). Limita al nord amb el mar, on té davajnt les illes d'Ameland i Terschelling, a l'oest amb het Bildt, a l'est amb Dongeradeel i al sud amb Leeuwarderadeel, Tytsjerksteradiel i Dantumadiel.

## Nuclis de població
Font: Web municipal de Ferwerderadiel

## Administració
El consistori actual, després de les eleccions municipals de 2007, és dirigit per W. van den Berg. El consistori municipal consta de 13 membres, compost per:
- Crida Demòcrata Cristiana, (CDA) 4 escons
- Partit del Treball, (PvdA) 3 escons
- Partit Nacional Frisó, (FNP) 2 escons
- Gemeinden Belangen Ferwerderadeel, 2 escons
- ChristenUnie, 1 escons
- Partit Popular per la Llibertat i la Democràcia, (VVD) 1 escó

## Galeria d'imatges

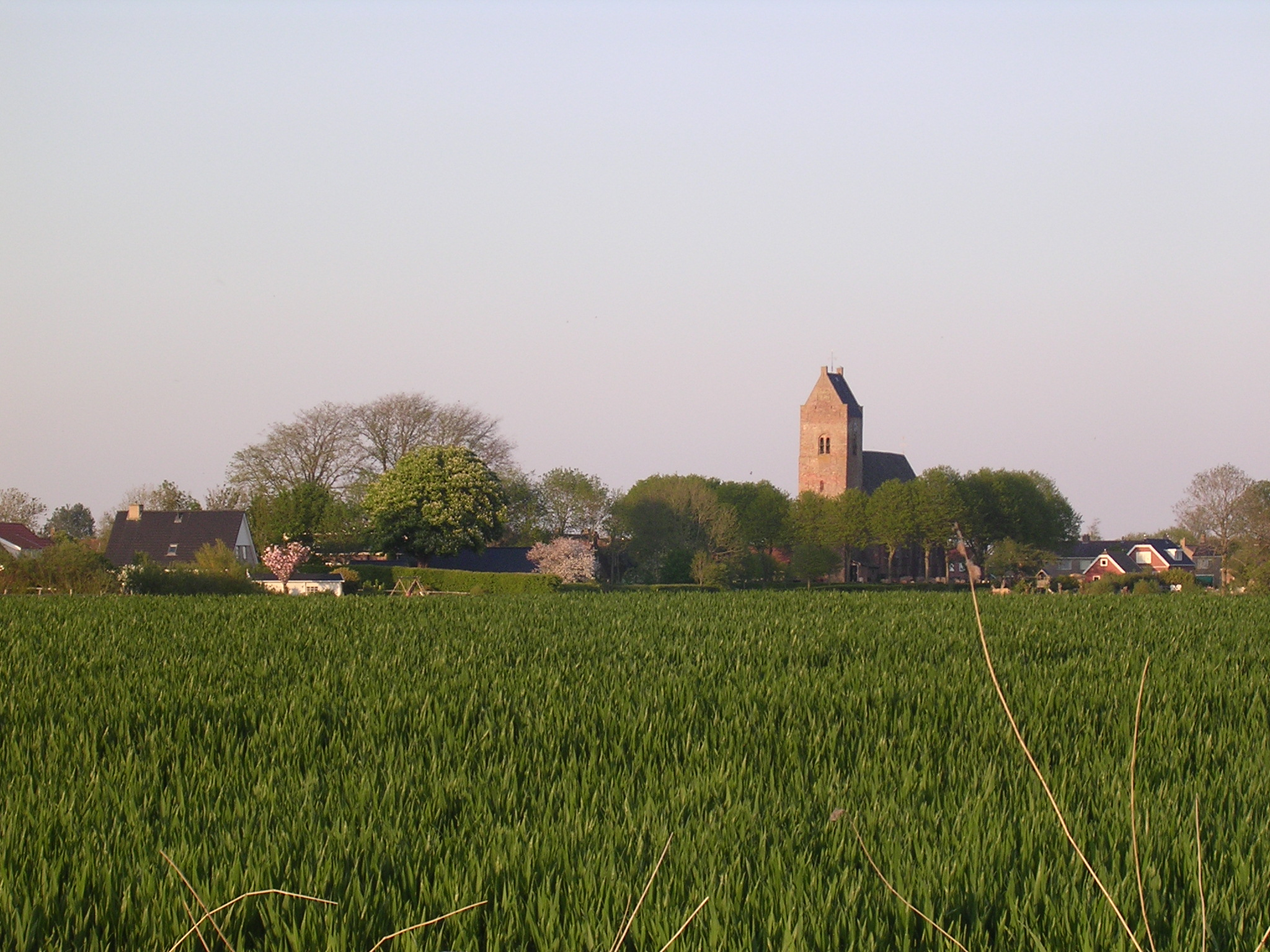
Blije
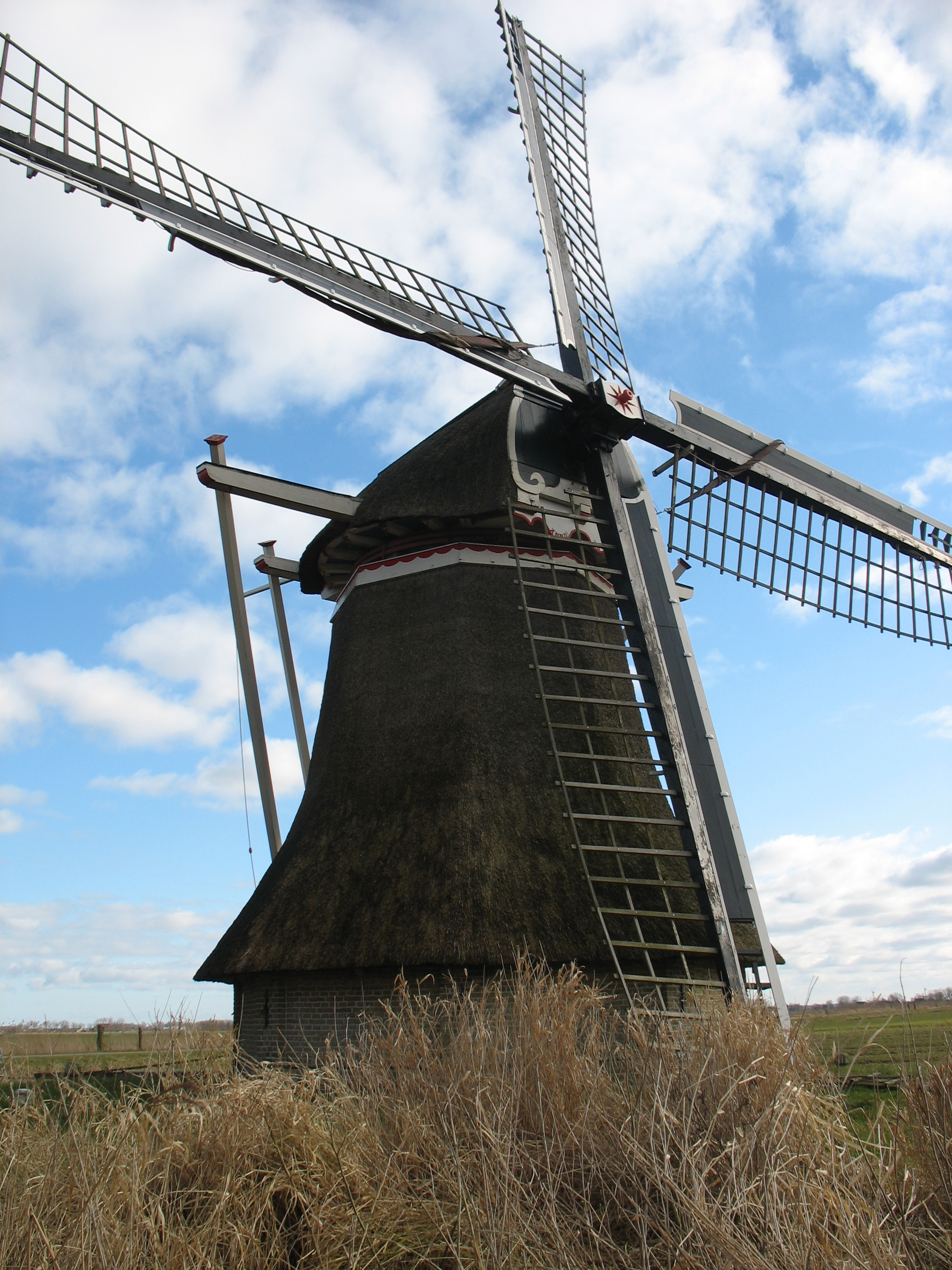
Genazarethkloosterpoldermolen
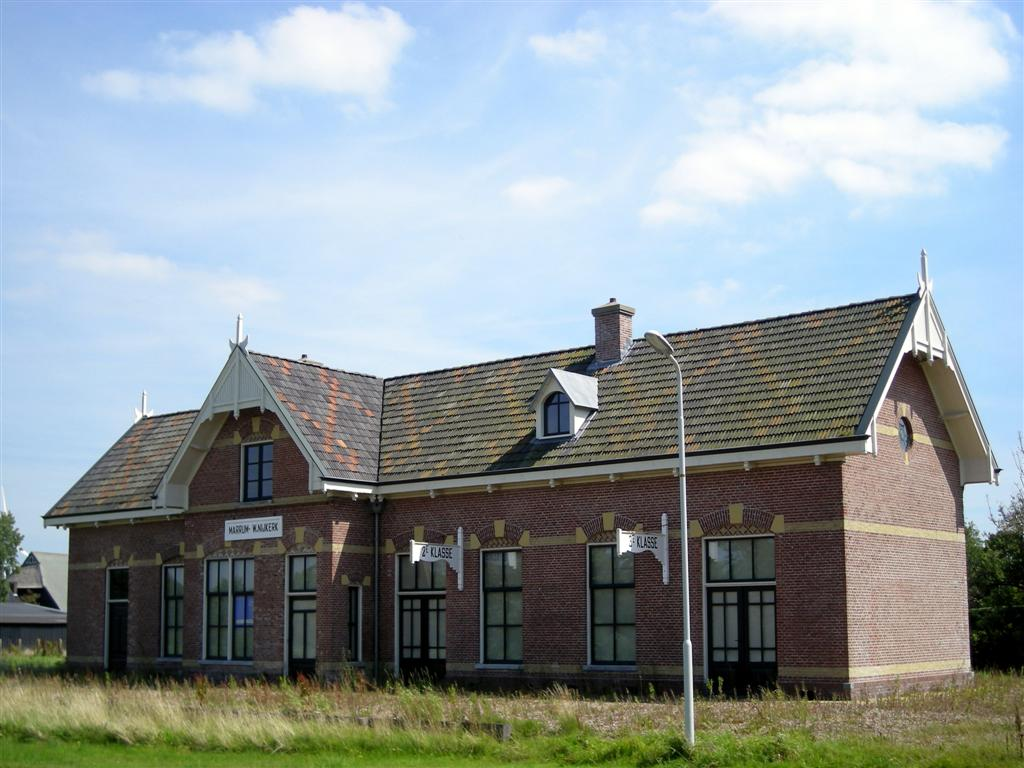
Estació de Marrum